# James McGranahan
James McGranahan, född 1840, död 1907, amerikansk sångarevangelist och kompositör. Han finns representerad i olika psalmböcker varav i Den svenska psalmboken 1986 med två tonsättningar (nr 108 och 318), Psalmer och Sånger 1987 (P&S), Frälsningsarméns sångbok 1990 (FA).

## Psalmmelodier
- Det närmar sig målet, jag sjunger med fröjd (FA nr 678) tonsatt 1874
- Dyre Jesus, du är min (FA nr 391) tonsatt okänt årtal
- Ett baner, ett härligt, strålande av hopp (P&S nr 656) tonsatt okänt årtal och samma melodi som:
  - Under korsets fana fylkar sig Guds här (FA nr 655)
- Guds soldater, rusta eder (FA nr 617) tonsatt 1888
- Gå, Sion, din konung att möta (1986 nr 108) tonsatt 1881
- Herre Jesus, dig jag älskar
- Jag vet på vem jag tröstar
- Nattens skuggor sakta viker (1986 nr 318) tonsatt 1881
- Skurar av nåd skall jag sända (FA nr 470) tonsatt 1883